# Senokos (obwód Błagojewgrad)
Senokos (bułg. Сенокос) – wieś w południowo-zachodniej Bułgarii, w obwodzie Błagojewgrad, w gminie Simitli. Według danych Narodowego Instytutu Statystycznego, 31 grudnia 2011 roku wieś liczyła 38 mieszkańców.

## Osoby związane z Senokosem
- Milan Djakow – rewolucjonista
- Sotir Djakow – rewolucjonista
- Petyr Gyrkow – rewolucjonista
- Andrej Kazepow – rewolucjonista